# Théorème no-go
 (mars 2017).
Si vous disposez d'ouvrages ou d'articles de référence ou si vous connaissez des sites web de qualité traitant du thème abordé ici, merci de compléter l'article en donnant les références utiles à sa vérifiabilité et en les liant à la section « Notes et références ».
En physique théorique, un théorème no-go ou théorème d'impossibilité est un théorème qui énonce que certaines conditions ne sont pas physiquement possibles. Plus spécifiquement, ce terme décrit des résultats de mécanique quantique comme le théorème de Bell ou le théorème de Kochen–Specker qui contraignent les types de variables cachées admissibles qui tentent d'expliquer le caractère apparemment aléatoire de la mécanique quantique comme étant un déterminisme impliquant des états cachés,.

## Exemples
Le théorème de Weinberg–Witten affirme que les particules sans masse (élémentaires ou composées) de spin j > 1/2 ne peuvent transporter un courant Lorentz-covariant, alors que les particules sans masse de spin j > 1 ne peuvent transporter de tenseur énergie-impulsion Lorentz-covariant. Ce théorème est habituellement interprété comme disant que le graviton (j = 2) ne peut pas être une particule composée en théorie quantique des champs.
En théorie de l'information quantique, le théorème de non-communication est un résultat qui donne les conditions sous lesquelles le transfert instantané d'information entre deux observateurs est impossible.
Autres exemples:
- Théorème de Coleman-Mandula
- Théorème de Haag–Lopuszanski–Sohnius
- théorèmes Antidynamo (comme le théorème de Cowling)
- Théorème de non-teleportation
- Théorème de non-clonage
- Les inégalités de Leggett
- Théorème de non-diffusion
- Théorème de non-effacement des quanta